# 高灘鄉 (鄰水縣)
高灘鄉，是四川省鄰水縣下轄的一個鄉鎮級行政單位。

## 沿革[1]
- 清道光年間，為高灘場。
- 民國4年(1915年)，高灘鄉屬第四保衛區
- 民國24年(1935年)，置高灘鎮，屬第三區署(駐幺灘)轄。
- 民國29年(1940年)，按《縣各級組織法綱要》及《補充注意事項》的規定，實行新縣制；4月，改3個區為4個區；6月1日撤銷鄉(鎮)聯保辦公處，置鄉(鎮)公所，設鄉(鎮)長。將43個聯保辦公處合併為22個鄉(鎮)公所，高灘鄉和興隆鄉合併為高興鄉，屬第四區。
- 1953年4月24日，高興鄉公所改為高灘鄉人民政府。1956年1月，高灘鄉人民政府改稱高灘鄉人民委員會。1958年9月，高灘鄉人委改稱高灘人民公社。1966年5月「文革」開始後，高灘人民公社工作受到干擾。1967年3月，由公社武裝幹部和群眾代表主持成立了高灘人民公社生產辦公室，負責公社日常工作。